# Wireshark
Wireshark (dříve Ethereal) je počítačová aplikace pro analýzu provozu v počítačových sítích, která se používá pro zjišťování a odstraňování problémů v počítačových sítích, vývoj komunikačních protokolů a softwaru a studium síťové komunikace.
Wireshark nabízí velice podobné funkce jako tcpdump, navíc však obsahuje mnohem větší počet (stovky) analyzerů komunikačních protokolů a formátů (anglicky dissector), grafické uživatelské rozhraní a mnoho možností uspořádání a filtrování zobrazených informací. Aplikace umí přepnout síťovou kartu do promiskuitního režimu a díky tomu dokáže zachytávat veškerou komunikaci na připojeném médiu.
Wireshark je Multiplatformní software, používající GTK+ widget toolkit pro implementaci uživatelského rozhraní, a pcap na zachytávání paketů; funguje na různých UN*X operačních systémech jako Linux, Mac OS X, BSD a
Solaris, a na Microsoft Windows. Program má i terminálovou (bez GUI) verzi zvanou TShark.
Wireshark, a ostatní programy s ním distribuované, jako TShark, jsou Svobodný software, vydaný pod GNU General Public License.

## Funkce
Wireshark je velmi podobný tcpdump, má ale navíc grafické uživatelské rozhraní, plus integrované řadící a filtrovací volby.
Wireshark umožňuje uživateli nastavit síťová rozhraní, která to podporují, do promiskuitního módu, čímž umožní vidět veškerý provoz na těchto rozhraních, včetně broadcastu a multicastu, ne jen provoz určený jedné určité adrese rozhraní. Nicméně, při zachytávání paketů analyzátorem v promiskuitním módu na portu switche se nemusí veškerý provoz skrze switch nutně dostat na port, kde se zrovna zachytává, takže zachytávání v promiskuitním modu nebude dostačující pro veškerý provoz na síti. Je nutné využít port mirroring nebo různá zařízení rozšiřující příjem do zvolené části sítě.
Na Linuxu, BSD, a Mac OS X s libpcap 1.0.0 a novějšími umí Wireshark od 1.4 přepínat Wi-Fi adaptéry do monitor mode.

## Vlastnosti
Wireshark je software, který rozumí struktuře různých síťových protokolů. Díky tomu je schopen zobrazit zapouzdření a další pole i s jejich významy pro různé pakety odlišných protokolů. Wireshark používá pro zachytávání paketů knihovnu pcap, takže zachytí pouze pakety typů, které pcap podporuje.
- Data mohou být zachycena přímo z "drátu" živé sítě nebo přečtena ze souboru, kde jsou již zachycené packety zaznamenány.
- Zachytávat se může z mnoha typů sítí, jako je Ethernet, IEEE 802.11, PPP, a loopback.
- Zachycená data mohou být procházena pomocí GUI, nebo v terminálové (příkazový řádek) verzi utility TShark.
- Soubory se záznamy mohou být programově upraveny a překonvertovány pomocí přepínačů v příkazové řádce programu editcap.
- Zobrazení i zachytávání dat může být upraveno pomocí filtrů.
- Mohou být vytvořeny pluginy pro rozebírání nových protokolů.
- VoIP volání v zachyceném provozu mohou být vymazány. Při kompatibilním kódování může být záznam dokonce přehrán.
- Pomocí Wiresharku lze zachytit surový provoz na USB.[2] Tato vlastnost je momentálně k dispozici pouze na Linuxu.

Nativní souborový formát síťového záznamu Wiresharku je libpcap podporovaný libpcap a WinPcap, tudíž je možno vyměňovat záznamové soubory s ostatními aplikacemi, které používají stejný formát, včetně tcpdump a CA NetMaster. Dokáže také číst záznamy z jiných síťových analyzátorů, jako snoop, Network General's Sniffer a Microsoft Network Monitor.

## Bezpečnost
Na některých platformách jsou pro zachycení surového provozu na síti nutná vyšší oprávnění. Z tohoto důvodu často starší verze Ethereal/Wireshark a tethereal/TShark běžely s právy správce počítače. Vezmeme-li v potaz velké množství "rozebíračů" paketů, které jsou volány při zachytávání provozu, může to znamenat vážné narušení bezpečnosti v případě, že se v některém z "rozebíračů" objeví chyba. Díky docela velkému počtu slabin v minulosti (mnoho z nich umožnilo vykonání cizího kódu) a pochybnostem vývojářů o budoucím vývoji, OpenBSD odstranilo Ethereal ze svých portů před verzí OpenBSD 3.6.
Vyšší oprávnění nejsou zapotřebí pro všechny operace. Například je možné použít tcpdump, nebo dumpcap utilitu, která je součástí Wiresharku, s právy superuživatele pro zachytávání paketů do souboru, a později je analyzovat Wiresharkem s omezenými právy. Pro analýzy téměř v reálném čase může být každý zachycený paket sloučen mergecapem do rostoucího souboru zpracovaném Wiresharkem. Na bezdrátových sítích je možné použít nástroj Aircrack na zachycení rámců IEEE 802.11 a číst výsledný dump Wiresharkem.
Od verze 0.99.7, Wireshark a TShark používají dumpcap na zachytávání provozu. Na platformách, kde jsou zapotřebí zvláštní práva na zachytávání, jsou potřeba pouze pro program dumpcap: Wireshark ani TShark nepotřebují žádná speciální privilegia a ani by s nimi neměly být spouštěny.